# Batrovci
Batrovci es un pueblo ubicado en la municipalidad de Šid, en el distrito de Sirmia, Serbia.

## Superficie
Posee una superficie de 30,48 kilómetros cuadrados.

## Demografía
Hasta 2011 la población era de 259 habitantes, con una densidad de población de 8,498 habitantes por kilómetro cuadrado.